# ولايات متأرجحة

تم تصنيف سباقات الولايات في سياق الانتخابات الرئاسية الأمريكية 2020 على أساس هامشها بالنسبة للتصويت الشعبي الوطني، والذي بلغ 4.46% لصالح المرشح الديمقراطي جو بايدن. سجلت الولايات الزرقاء الداكنة دعمًا لمرشح الحزب الديمقراطي أعلى بـ 10 نقاط على الأقل من المتوسط الوطني، وأظهرت الولايات ذات اللون الأزرق المتوسط هامشًا يتراوح بين 5 و10 نقاط، وأظهرت الولايات ذات اللون الأزرق الفاتح هامشًا أقل من 5 نقاط. على العكس من ذلك، أظهرت الولايات ذات اللون الأحمر الداكن هامش تصويت للمرشح الجمهوري كان أعلى بـ 10 نقاط على الأقل من المتوسط الوطني، وكان للولايات ذات اللون الأحمر المتوسط هامش تصويت يتراوح بين 5 إلى 10 نقاط، وكان للولايات ذات اللون الأحمر الفاتح هامش أقل من 5 نقاط.

في السياسة الأمريكية، الولاية المتأرجحة (المعروفة أيضًا باسم ولاية ساحة المعركة أو الولاية الأرجوانية) هي أي ولاية يمكن أن يفوز بها المرشح الديمقراطي أو الجمهوري في انتخابات على مستوى الولاية، وغالبًا ما تشير إلى الانتخابات الرئاسية، عن طريق تأرجح في الأصوات، إذ تحتوي على أغلبية سياسية جمهورية أو ديموقراطية، الأمر الذي يجعل مواقفها مُتغيّرة من دورة انتخابية إلى أخرى. عادة ما يتم استهداف هذه الولايات من قبل حملات الأحزاب الرئيسية، وخاصة في الانتخابات المتنافس عليها بشدة. وفي الوقت نفسه، تُعرف الولايات التي تميل بانتظام إلى حزب واحد باسم "الولايات الآمنة" (أو بشكل أكثر تحديدًا باسم "الولايات الحمراء" و"الولايات الزرقاء" اعتمادًا على الميول الحزبية)، حيث يُفترض عمومًا أن مرشحًا واحدًا لديه قاعدة من الدعم الذي يمكن من خلاله استخلاص حصة كافية من الناخبين دون استثمار أو جهد كبير من قبل الحملة.
إن أسلوب الفائز يحصل على كل شيء، والذي تستخدمه أغلب الولايات لتحديد هوية ناخبيها الرئاسيين، غالباً ما يدفع المرشحين إلى تركيز حملاتهم في الولايات التنافسية، ولهذا السبب تتلقى مجموعة مختارة من الولايات في كثير من الأحيان أغلبية الإعلانات وزيارات المرشحين. قد تتغير ساحات التنافس في دورات انتخابية معينة وقد تنعكس في الاقتراع العام، والتركيبة السكانية، والجاذبية الأيديولوجية للمرشحين.